# Gérard Battaglia
Gérard Battaglia (26 de março de 1937) é um iatista monegasco. Participou de dois Jogos Olímpicos de Verão, 1976 e 1960, mas não ganhou medalhas.